# Dadoychus mucuim
Dadoychus mucuim là một loài bọ cánh cứng trong họ Cerambycidae.